# ディジュアン
有限会社ディジュアンは、徳島県徳島市三軒屋町に本社を置く飲食業を営む企業。徳島県内で喫茶店「やまなみ珈琲店」を展開している。

## 概要
1974年（昭和49年）に小松島市の旧徳島赤十字病院西側に｢珈琲専門店 やまなみ｣を開店。1992年（平成4年）に有限会社ディシュアンを設立。現在は徳島市や小松島市、松茂町、石井町などに店舗を展開している。
「やまなみ珈琲店」の由来は、創業者である岸明博が大学時代に過ごした九州の「やまなみハイウェイ」から名付けられた。

## 沿革
- 1974年（昭和49年） - 小松島市の旧徳島赤十字病院西側に｢珈琲専門店 やまなみ｣を開店。
- 1985年（昭和60年） - 徳島市寺島本町に「駅前店」を開店。
- 1988年（昭和63年） - 徳島市沖浜に「本格志向の喫茶店 やまなみコーヒー店」として開店。
- 1992年（平成04年） - 有限会社ディシュアンを設立。
- 1994年（平成06年） - 「城東店」を開店。
- 2001年（平成13年） - 「三軒屋店」を開店。
- 2016年（平成28年） - 「三軒屋店」リニューアル。